# Villa de la montaña abrazada por la belleza
La villa de montaña abrazada por la belleza (en chino, 环秀山庄; pinyin, Huánxiù Shānzhuāng) es el nombre de un destacado jardín chino de la ciudad de Suzhou, provincia de Jiangsu. Se encuentra en el número 272 de Jingde Rd., dentro del museo del bordado de la ciudad. Este jardín, junto con otros,  fue proclamado Patrimonio de la Humanidad por la UNESCO en el año 1997 (jardines clásicos de Suzhou, ampliado en 2000). Es el más pequeño de los jardines y, posiblemente, el más antiguo.

## Historia
La historia de la "Villa de montaña abrazada por la belleza" puede remontarse a la dinastía Jin (265-420), cuando el ministro de Educación, Wang Xun (王旬), y su hermano, Wang Min (王珉), donaron su residencia para construir el templo de Jingde (景德寺). Más tarde en la época de las Cinco Dinastías, se convirtió en el Jardín Jingu (金谷园), propiedad de Qian Yuanliao (钱元璙), hijo del emperador del reino de Wuyue, Qian Liu. En la dinastía Song, fue el jardín farmacéutico del erudito Zhu Changwen (朱长文). Con el transcurrir de los siglos, se reconstruyó varias veces. En la época Jiajing de la dinastía Ming, se convirtió en la Academia de Literatura clásica Xuedao (学道书院), y más tarde, en la oficina del supervisor de provisiones. En 1573, fue residencia del Gran consejero, Sheng Shixing (申时行). A finales de la dinastía Ming y principios de la dinastía Qing, su descendiente, Sheng Jikui (申继揆), construyó el jardín Qu (蘧园) aquí.
Durante el gobierno del emperador Qianlong de la dinastía Qing, fue residencia de Jiang Ji (蒋楫), director del departamento de jurisdicción. Jiang construyó la Torre Qiuzi (求自楼), y amontonó piedras para formar una rocalla detrás de ella. Cavó el terreno hasta tres pies (91 cm), y surgió un manantial, y creó un estanque, llamado Nieve voladora (飞雪). Se erigieron también otras casas y pabellones. El jardín posteriormente fue propiedad de Bi Yuan (毕沅), el Secretario de estado imperial, y Sun Shiyi, el consejero jefe. El nieto de Sun, llamado Sun Jun, en 1807, pidió al maestro de rocallas Ge Yuliang (戈裕良) que reconstruyera este jardín. Ge construyó la rocalla dentro de un campo de medio mu (323 m²) consiguiendo el sorprendente efecto de parecer que se extendía por muchos li. Desde entonces el jardín ganó su reputación por su rocalla. Wang Zhou, director de obras, compró el jardín y lo renombró como Villa de montaña abrazada por la belleza. En 1949 el jardín se convirtió en propiedad estatal y en 1988 fue declarado un lugar histórico.

## Diseño
El jardín, de 2180 m² de superficie, está compuesto a lo largo de un eje lineal con tres elementos principales: una cueva llamada Colina de otoño, el Estanque de la nieve voladora, alimentado por una cascada llamada Manantial de nieve voladora, y la sala principal. La obra de roca en este jardín muestra la técnica y el efecto usados en los jardines chinos. Además, es una recreación de las cinco montañas importantes de China, y muestra gran maestría a la hora de crear la sensación de un espacio vasto en una superficie pequeña.
| Elementos del jardín | Elementos del jardín |
| -------------------- | --- |
|                      | Pico de otoño |
|                      | Cueva del pico de otoño |
|                      | La casa del guarda |
|                      | Sala "En compañía con un barranco" Una sala de tres áreas, con un pórtico al frente y un patio anexo con un corredor cubiero en tres lados.   |
|                      | Albergando la montaña con un estanque medio lleno Un pabellón cuadrado en lo alto de la gruta                                                 |
|                      | Galería del otoño fingido Un salón de tres áreas en lo alto de la gruta con todos sus tejas y un diseño rústico.                              |
|                      | Villa de montaña La estructura principal, de la que el jardín recibe su nombre. Es una sala de tres áreas con un pórtico en los cuatro lados. |
|                      | Interrogándose en el pabellón de primavera Un pabellón cuadrado sobre pilotes por encima del estanque de la nieve voladora.                   |
|                      | Edificio lateral Una galería cerrada de varios niveles a lo largo de la pared oeste del jardín.                                               |
|                      | Manantial de la nieve voladora |

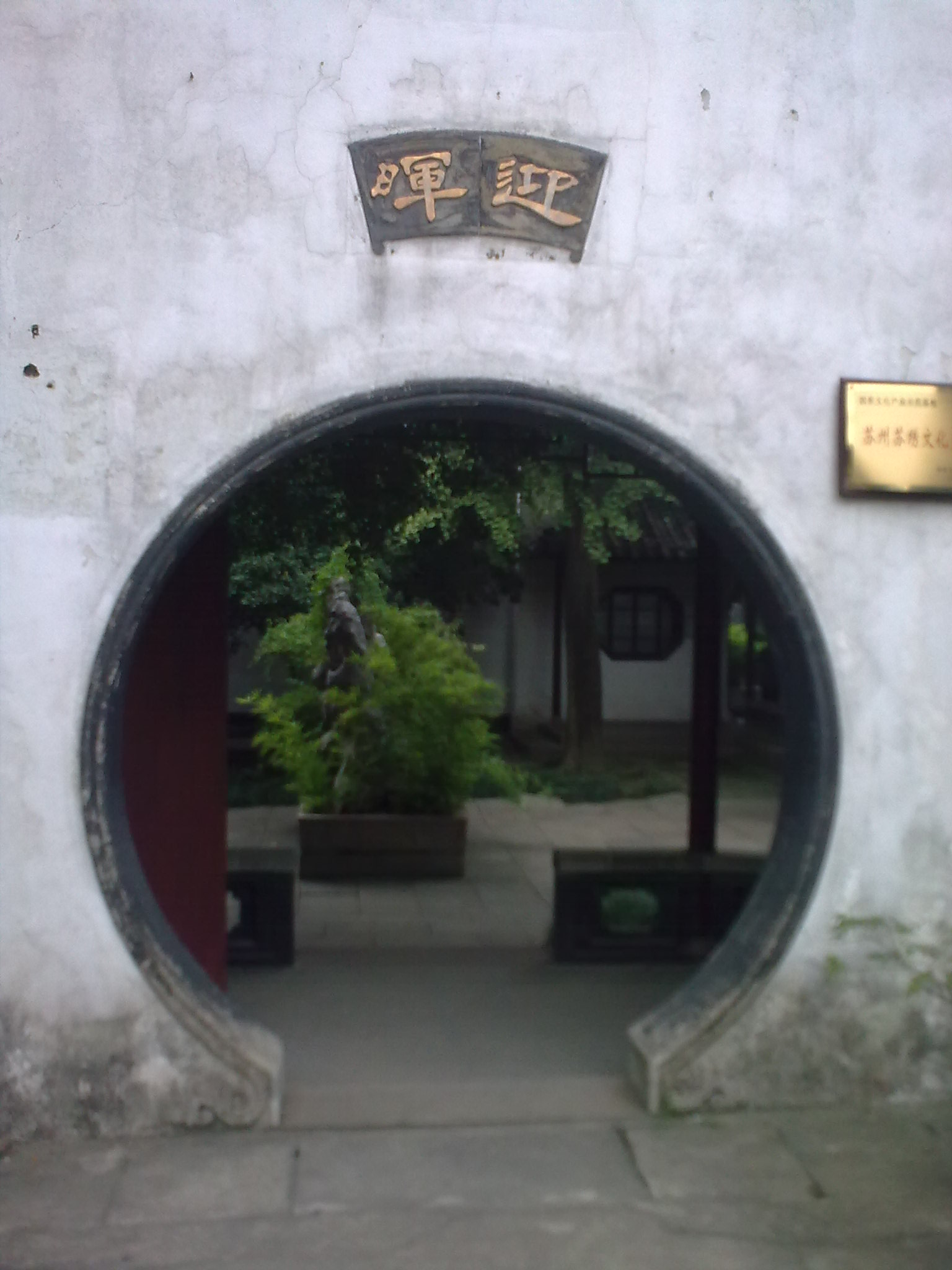
Entrada puerta de la Luna
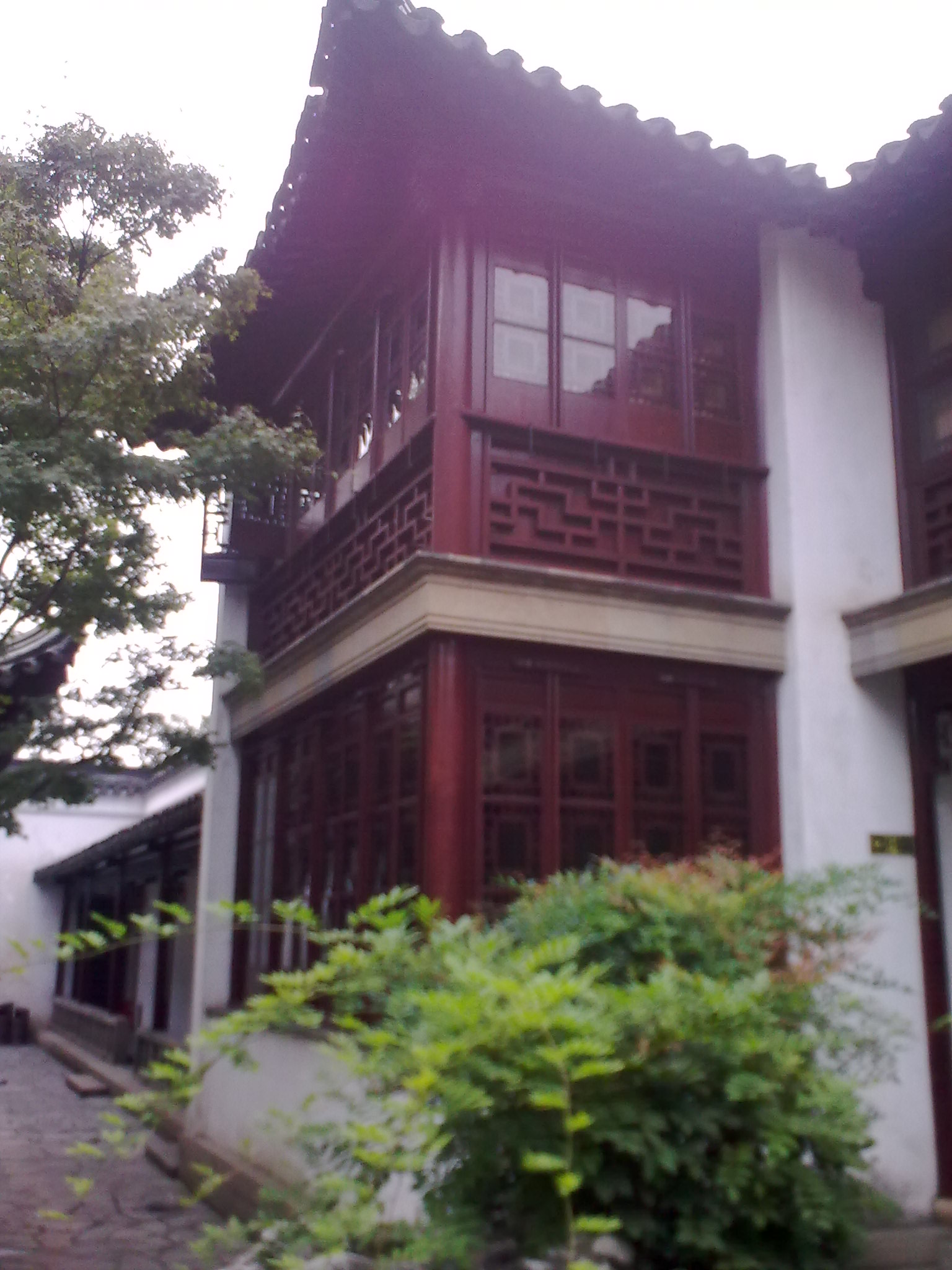
Una torre
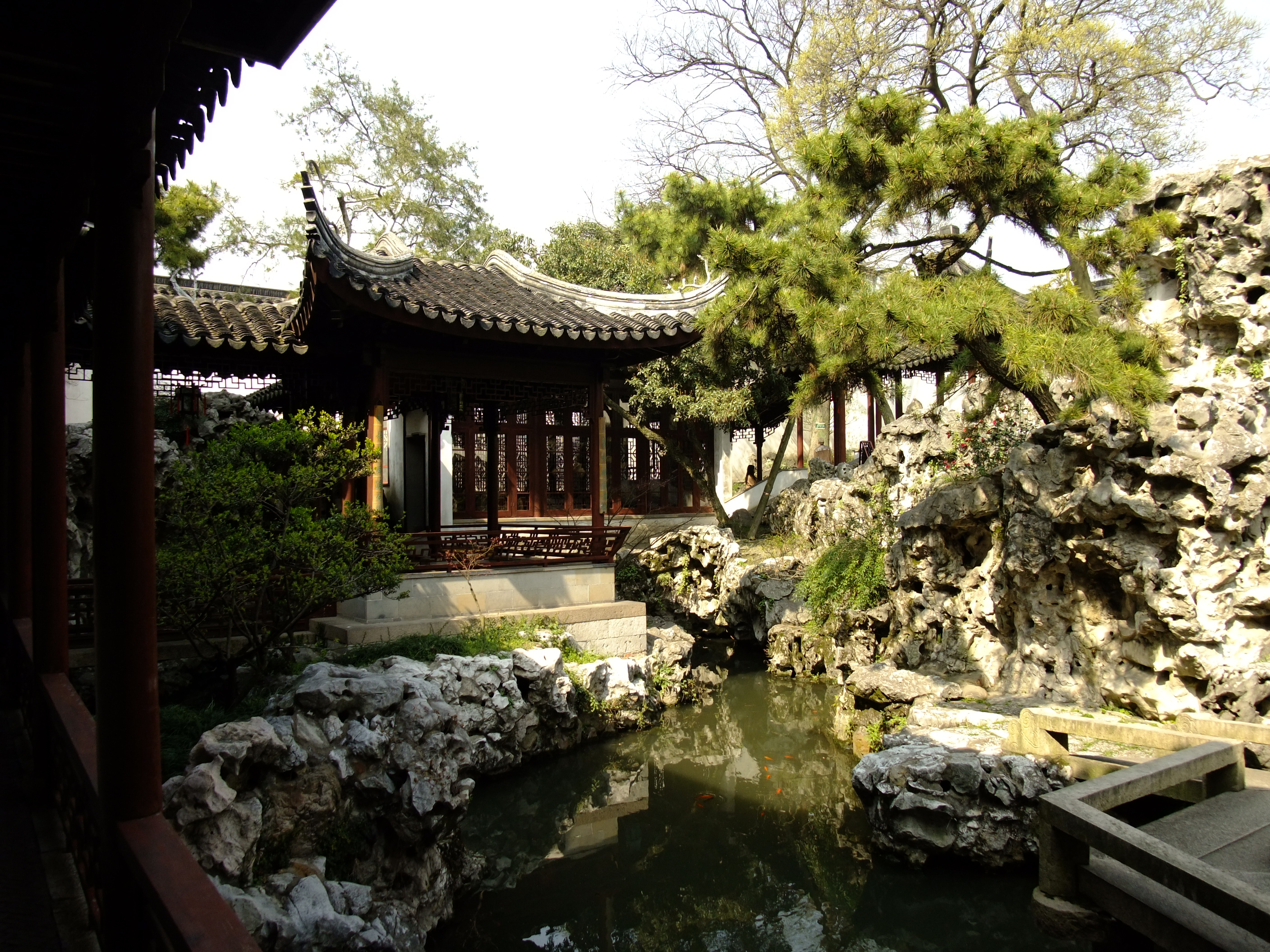